# Kajsa Vickhoff Lie
Kajsa Vickhoff Lie (Oslo, 20 juni 1998) is een Noorse alpineskiester.

## Carrière
Lie maakte haar wereldbekerdebuut in januari 2017 in Garmisch-Partenkirchen. In december 2017 scoorde ze in Lake Louise haar eerste wereldbekerpunt. In januari 2019 behaalde de Noorse in Cortina d'Ampezzo haar eerste toptienklassering in een wereldbekerwedstrijd. Tijdens de wereldkampioenschappen alpineskiën 2019 in Åre eindigde Lie als zevende op de alpine combinatie, als dertiende op de Super G en als negentiende op de afdaling. In januari 2021 stond ze in Garmisch-Partenkirchen voor de eerste maal in haar carrière op het podium van een wereldbekerwedstrijd. Op de wereldkampioenschappen alpineskiën 2021 in Cortina d'Ampezzo eindigde de Noorse als vijfde op de Super G en als zestiende op de afdaling.
In Méribel nam Lie deel aan de wereldkampioenschappen alpineskiën 2023. Op dit toernooi veroverde ze, ex aequo met de Oostenrijkse Cornelia Hütter, de bronzen medaille op de Super G. Twee jaar later herhaalde deze prestatie door ook op de wereldkampioenschappen alpineskiën 2025 in Saalbach brons te behalen op de Super G, deze keer ex aequo met de Amerikaanse Lauren Macuga.

## Resultaten

### Wereldkampioenschappen
| Jaar | Plaats             | Onderdeel | Onderdeel | Onderdeel    | Onderdeel | Onderdeel         | Onderdeel | Onderdeel    | Onderdeel |
| Jaar | Plaats             | Afdaling  | Slalom    | Reuzenslalom | Super G   | Alpine combinatie | Parallel  | Parallelteam |           |
| ---- | ------------------ | --------- | --------- | ------------ | --------- | ----------------- | --------- | ------------ | --------- |
| 2019 | Åre                | 19e       | –         | –            | 13e       | 7e                | –         | –            |           |
| 2021 | Cortina d'Ampezzo  | 16e       | –         | –            | 5e        | DNF2              | –         | –            |           |
| 2023 | Courchevel-Méribel | –         | –         | –            | Brons     | DNF1              | –         | –            |           |
| 2025 | Saalbach           | –         | –         | –            | Brons     | –                 | –         | –            |           |

### Wereldbeker
| 2018 | 92e                            | –                              | –                              | 46e                            | 48e                            | 23e |
| 2019 | 48e                            | –                              | –                              | 15e                            | 40e                            | 15e |
| 2020 | 46e                            | –                              | –                              | 20e                            | 32e                            | –   |
| 2021 | 18e                            | –                              | –                              | 7e                             | 11e                            | –   |
| 2022 | Geen wedstrijden door blessure | Geen wedstrijden door blessure | Geen wedstrijden door blessure | Geen wedstrijden door blessure | Geen wedstrijden door blessure | –   |
| 2023 | 26e                            | –                              | –                              | 21e                            | 8e                             | –   |
| 2024 | 14e                            | –                              | 34e                            | 5e                             | 16e                            | –   |
| 2025 | –                              | –                              | –                              | –                              | –                              | –   |

Wereldbekerzeges
| Datum      | Plaats    | Onderdeel |
| ---------- | --------- | --------- |
| 04/03/2023 | Kvitfjell | Afdaling  |